# Dejan Govedarica
Dejan Govedarica (in serbo Дејан Говедарица?; Zrenjanin, 2 ottobre 1969) è un ex calciatore serbo, di ruolo centrocampista.

## Carriera

### Club
Iniziò la propria carriera con il Proleter Zrenjanin, in cui militò per 3 anni prima di trasferirsi al Vojvodina.
Lasciò il suo paese natio nel 1995 per trasferirsi al Volendam, nei Paesi Bassi. Militò nel club per due anni in cui totalizzò 37 presenze e 8 reti, facendosi notare per una tripletta nella vittoria della squadra per 5-2 contro l'Utrecht il 25 maggio 1997.
A seguito della retrocessione del club, lasciò i Paesi Bassi per trasferirsi in Italia, al Lecce, per 2 miliardi di lire; con i salentini giocò il campionato di Serie A 1997-1998, nel corso del quale mise a segno il gol del momentaneo 1-0 in occasione della storica vittoria dei salentini a San Siro contro il Milan per 2-1 il 19 ottobre 1997. La sua stagione fu comunque negativa, palesando limiti atletici che non gli consentirono di rendere nella massima serie italiana. Dai tifosi del Lecce venne soprannominato Cadaverica per via dei suoi limiti.
Dopo il mondiale, in ottobre rescisse il proprio contratto con i pugliesi per poi tornare nei Paesi Bassi, firmando con l'RKC Waalwijk. Disputò quattro annate con il club prima di passare al N.E.C. e poi tornare in patria, al Vojvodina, ultima squadra in cui militò prima di ritirarsi dal calcio giocato nel 2005.

### Nazionale
Con la nazionale jugoslava debuttò nel 1994 contro il Brasile in amichevole. Due anni più tardi segnò la sua prima rete con la selezione jugoslava in occasione dell'amichevole vinta per 3-2 contro l'Argentina. partecipò ai Mondiali 1998 (in cui giocò, e male, solo una partita) e a Euro 2000, durante il quale segnò un gol alla Spagna ed un autogol contro i Paesi Bassi. Dopo la competizione continentale non ha più giocato in nazionale, con cui ha totalizzato 29 presenze e 2 reti.

## Statistiche

### Cronologia presenze e reti in nazionale
| Cronologia completa delle presenze e delle reti in nazionale ― Jugoslavia | Cronologia completa delle presenze e delle reti in nazionale ― Jugoslavia | Cronologia completa delle presenze e delle reti in nazionale ― Jugoslavia | Cronologia completa delle presenze e delle reti in nazionale ― Jugoslavia | Cronologia completa delle presenze e delle reti in nazionale ― Jugoslavia | Cronologia completa delle presenze e delle reti in nazionale ― Jugoslavia | Cronologia completa delle presenze e delle reti in nazionale ― Jugoslavia | Cronologia completa delle presenze e delle reti in nazionale ― Jugoslavia |
| Data                                                                      | Città                                                                     | In casa                                                                   | Risultato                                                                 | Ospiti                                                                    | Competizione                                                              | Reti                                                                      | Note                                                                      |
| ------------------------------------------------------------------------- | ------------------------------------------------------------------------- | ------------------------------------------------------------------------- | ------------------------------------------------------------------------- | ------------------------------------------------------------------------- | ------------------------------------------------------------------------- | ------------------------------------------------------------------------- | ------------------------------------------------------------------------- |
| 23-12-1994                                                                | Porto Alegre                                                              | Brasile                                                                   | 2 – 0                                                                     | Jugoslavia                                                                | Amichevole                                                                | -                                                                         | 76’                                                                       |
| 31-1-1995                                                                 | Hong Kong                                                                 | Hong Kong League XI                                                       | 1 – 3                                                                     | Jugoslavia                                                                | Lunar New Year Cup 1995 - Semifinale                                      | -                                                                         |                                                                           |
| 4-2-1995                                                                  | Hong Kong                                                                 | Jugoslavia                                                                | 1 – 0                                                                     | Corea del Sud under 21                                                    | Lunar New Year Cup 1995 - Finale                                          | -                                                                         | Ammonizione                                                               |
| 31-3-1995                                                                 | Belgrado                                                                  | Jugoslavia                                                                | 1 – 0                                                                     | Uruguay                                                                   | Amichevole                                                                | -                                                                         | 83’                                                                       |
| 31-5-1995                                                                 | Belgrado                                                                  | Jugoslavia                                                                | 1 – 2                                                                     | Russia                                                                    | Amichevole                                                                | -                                                                         | 42’                                                                       |
| 12-11-1995                                                                | San Salvador                                                              | El Salvador                                                               | 1 – 4                                                                     | Jugoslavia                                                                | Amichevole                                                                | -                                                                         | 61’                                                                       |
| 15-11-1995                                                                | Monterrey                                                                 | Messico                                                                   | 1 – 4                                                                     | Jugoslavia                                                                | Amichevole                                                                | -                                                                         |                                                                           |
| 28-12-1996                                                                | Mar del Plata                                                             | Argentina                                                                 | 2 – 3                                                                     | Jugoslavia                                                                | Amichevole                                                                | 1                                                                         | 62’                                                                       |
| 7-2-1997                                                                  | Hong Kong                                                                 | Russia                                                                    | 1 – 1 dts (6 – 5 dtr)                                                     | Jugoslavia                                                                | Lunar New Year Cup 1997 - Semifinale                                      | -                                                                         |                                                                           |
| 10-2-1997                                                                 | Hong Kong                                                                 | Hong Kong League XI                                                       | 1 – 3                                                                     | Jugoslavia                                                                | Lunar New Year Cup 1997 - Finale 3º posto                                 | -                                                                         | Ammonizione                                                               |
| 12-3-1997                                                                 | Belgrado                                                                  | Jugoslavia                                                                | 0 – 0                                                                     | Russia                                                                    | Amichevole                                                                | -                                                                         | 35’ 89’                                                                   |
| 2-4-1997                                                                  | Praga                                                                     | Rep. Ceca                                                                 | 1 – 2                                                                     | Jugoslavia                                                                | Qual. Mondiali 1998                                                       | -                                                                         |                                                                           |
| 30-4-1997                                                                 | Belgrado                                                                  | Jugoslavia                                                                | 1 – 1                                                                     | Spagna                                                                    | Qual. Mondiali 1998                                                       | -                                                                         |                                                                           |
| 8-6-1997                                                                  | Belgrado                                                                  | Jugoslavia                                                                | 2 – 0                                                                     | Slovacchia                                                                | Qual. Mondiali 1998                                                       | -                                                                         | 88’                                                                       |
| 20-8-1997                                                                 | San Pietroburgo                                                           | Russia                                                                    | 0 – 1                                                                     | Jugoslavia                                                                | Amichevole                                                                | -                                                                         | 69’                                                                       |
| 11-10-1997                                                                | Ta' Qali                                                                  | Malta                                                                     | 0 – 5                                                                     | Jugoslavia                                                                | Qual. Mondiali 1998                                                       | -                                                                         | 76’                                                                       |
| 29-10-1997                                                                | Budapest                                                                  | Ungheria                                                                  | 1 – 7                                                                     | Jugoslavia                                                                | Qual. Mondiali 1998                                                       | -                                                                         | 71’                                                                       |
| 28-1-1998                                                                 | Tunisi                                                                    | Tunisia                                                                   | 0 – 3                                                                     | Jugoslavia                                                                | Amichevole                                                                | -                                                                         | 61’                                                                       |
| 25-3-1998                                                                 | Bogotà                                                                    | Colombia                                                                  | 0 – 0                                                                     | Jugoslavia                                                                | Amichevole                                                                | -                                                                         | 46’                                                                       |
| 22-4-1998                                                                 | Belgrado                                                                  | Jugoslavia                                                                | 3 – 1                                                                     | Corea del Sud                                                             | Amichevole                                                                | -                                                                         | 68’                                                                       |
| 6-6-1998                                                                  | Basilea                                                                   | Svizzera                                                                  | 1 – 1                                                                     | Jugoslavia                                                                | Amichevole                                                                | -                                                                         | 46’                                                                       |
| 21-6-1998                                                                 | Lens                                                                      | Germania                                                                  | 2 – 2                                                                     | Jugoslavia                                                                | Mondiali 1998 - 1º turno                                                  | -                                                                         | 67’                                                                       |
| 1-9-1999                                                                  | Dublino                                                                   | Irlanda                                                                   | 2 – 1                                                                     | Jugoslavia                                                                | Qual. Euro 2000                                                           | -                                                                         |                                                                           |
| 5-9-1999                                                                  | Belgrado                                                                  | Jugoslavia                                                                | 3 – 1                                                                     | Macedonia                                                                 | Qual. Euro 2000                                                           | -                                                                         | 75’                                                                       |
| 25-5-2000                                                                 | Pechino                                                                   | Cina                                                                      | 0 – 2                                                                     | Jugoslavia                                                                | Amichevole                                                                | -                                                                         | 46’                                                                       |
| 30-5-2000                                                                 | Seongnam                                                                  | Corea del Sud                                                             | 0 – 0                                                                     | Jugoslavia                                                                | Amichevole                                                                | -                                                                         | 46’                                                                       |
| 18-6-2000                                                                 | Liegi                                                                     | Jugoslavia                                                                | 1 – 0                                                                     | Norvegia                                                                  | Euro 2000 - 1º turno                                                      | -                                                                         | 89’                                                                       |
| 21-6-2000                                                                 | Bruges                                                                    | Spagna                                                                    | 4 – 3                                                                     | Jugoslavia                                                                | Euro 2000 - 1º turno                                                      | 1                                                                         | 46’                                                                       |
| 25-6-2000                                                                 | Rotterdam                                                                 | Paesi Bassi                                                               | 6 – 1                                                                     | Jugoslavia                                                                | Euro 2000 - Quarti di finale                                              | -                                                                         | 50’ (aut.)                                                                |
| Totale                                                                    |                                                                           | Presenze                                                                  | 29                                                                        |                                                                           | Reti                                                                      | 2                                                                         |                                                                           |